# Tai nüa
Le tai nüa, taï nua ou taï dehong, du chinois 德宏傣语 (Déhóng Dǎiyǔ) (en thaï: ภาษาไทใต้คง, ไทเหนือ), est une langue taï-kadaï, parlée dans le Yunnan en Chine, ainsi que dans les pays limitrophes.

## Répartition géographique
Le tai nüa est parlé par les Dai vivant dans la Préfecture autonome dai et jingpo de Dehong, ainsi qu'en Birmanie, au Laos et au Viêt Nam.

## Dialectes
Le tai nüa, en Chine, se répartit en un groupe de dialectes dehong et des dialectes menggeng. La langue littéraire est basée sur le parler de la ville de Mangshi (芒市), anciennement nommée Luxi, le chef-lieu de la préfecture autonome dai et jingpo de Dehong.

## Classification
Le tai nüa appartient au sous-groupe des langues taï du Sud-Ouest, rattaché aux langues taï au sein de la famille taï-kadaï.

## Phonologie
Les tableaux présentent les phonèmes du tai nüa de Mangshi. 

### Voyelles
Les voyelles sont : 
|         | Antérieure  | Centrale | Postérieure |
| ------- | ----------- | -------- | ----------- |
| Fermée  | i [i]       |          | ɯ [ɯ] u [u] |
| Moyenne | e [e]       | ə [ə]    | o [o]       |
| Ouverte | ɛ [ɛ] a [a] |          | ɔ [ɔ]       |

### Consonnes
Les consonnes sont :
|               |               | Bilabiales | Alvéolaires | Alvéolaires | Dorsales | Dorsales | Glottales |
| ------------- | ------------- | ---------- | ----------- | ----------- | -------- | -------- | --------- |
| Centrales     | Latérales     | Bilabiales | Palatales   | Vélaires    |          |          | Glottales |
| Occlusives    | Sourdes       | p [p]      | t [t]       |             |          | k [k]    | ʔ [ʔ]     |
| Occlusives    | Aspirées      | ph [pʰ]    | th [tʰ]     |             |          |          |           |
| Fricatives    | sourdes       | f [f]      | s [s]       |             |          | x [x]    | h [h]     |
| Fricatives    | Sonores       | v [v]      |             |             |          |          |           |
| Affriquées    | Affriquées    |            | ts [t͡s]     |             |          |          |           |
| Liquides      | Liquides      |            |             | l [l]       |          |          |           |
| Nasales       | Nasales       | m [m]      | n [n]       |             |          | ŋ [ŋ]    |           |
| Semi-voyelles | Semi-voyelles |            |             |             | j [j]    |          |           |

### Tons
Le tai nüa de Mangshi est une langue tonale qui compte 9 tons. Les tons 7 à 9 n'apparaissent que dans des mots se terminant par les occlusives [t], [k] et [p].

## Écriture
Le tai nüa s'écrit avec un alphasyllabaire taï, le taï-le. Les lettres / ᥠ / [kʰ] et / ᥡ / [tsʰ] ne sont utilisées que dans la notation des emprunts récents au chinois :

### Alphasyllabaire
| Caractère     | Caractère | Caractère | Caractère | Caractère | Caractère | Caractère | Caractère | Caractère | Caractère | Caractère | Caractère | Caractère | Caractère | Caractère | Caractère | Caractère | Caractère | Caractère | Caractère | Caractère | Caractère | Caractère | Caractère | Caractère | Caractère | Caractère | Caractère | Caractère | Caractère |
| ------------- | --------- | --------- | --------- | --------- | --------- | --------- | --------- | --------- | --------- | --------- | --------- | --------- | --------- | --------- | --------- | --------- | --------- | --------- | --------- | --------- | --------- | --------- | --------- | --------- | --------- | --------- | --------- | --------- | --------- |
| ᥐ             | ᥑ         | ᥒ         | ᥓ         | ᥔ         | ᥕ         | ᥖ         | ᥗ         | ᥘ         | ᥙ         | ᥚ         | ᥛ         | ᥜ         | ᥝ         | ᥞ         | ᥟ         | ᥠ         | ᥡ         | ᥢ         | ᥣ         | ᥤ         | ᥥ         | ᥦ         | ᥧ         | ᥨ         | ᥩ         | ᥪ         | ᥫ         | ᥬ         | ᥭ         |
| Lecture       |           |           |           |           |           |           |           |           |           |           |           |           |           |           |           |           |           |           |           |           |           |           |           |           |           |           |           |           |           |
| ka            | xa        | ŋa        | tsa       | sa        | ja        | ta        | tʰa       | la        | pa        | pʰa       | ma        | fa        | va        | ha        | ʔa        | kʰa       | tsʰa      | na        | a         | i         | e         | ia        | u         | o         | ua        | ɯ         | ə         | aɯ        | ai        |
| Prononciation |           |           |           |           |           |           |           |           |           |           |           |           |           |           |           |           |           |           |           |           |           |           |           |           |           |           |           |           |           |
| k             | x         | ŋ         | ts        | s         | j         | t         | tʰ        | l         | p         | pʰ        | m         | f         | v         | h         | ʔ         | kʰ        | tsʰ       | n         | a         | i         | e         | ɛ         | u         | o         | ɔ         | ɯ         | ə         | aɯ        | ai        |

### Notation des tons
Les tons sont indiqués par un caractère spécial écrit à la fin de la syllabe.
| Ton         | Ton | Ton | Ton | Ton | Ton | Ton | Ton | Ton | Ton | Ton |
| ----------- | --- | --- | --- | --- | --- | --- | --- | --- | --- | --- |
| 1           | 2   | 3   | 4   | 5   | 6   | 7   | 7'  | 8   | 8'  | 9   |
| Valeur      |     |     |     |     |     |     |     |     |     |     |
| 33          | 55  | 11  | 31  | 53  | 35  | 35  | 35  | 53  | 53  | 11  |
| Orthographe |     |     |     |     |     |     |     |     |     |     |
| -           | ᥰ   | ᥱ   | ᥲ   | ᥳ   | ᥴ   | ᥴ   | ᥴ   | -   | -   | ᥱ   |

## Sources
- (zh) Zhou Yaowen, Luo Meizhen, 2001, 傣语方言研究 - Dǎiyǔ fāngyán yánjiū, Pékin, Mínzú chūbǎnshè  (ISBN 7-105-04625-2)
- (zh) Meng Zunxian, Fang Bolong, 1991, 汉傣词典 - Hàn-dǎi cídiǎn, Kunming, Yúnnán mínzú chūbǎnshè  (ISBN 7-5367-0239-6)